# Слюз Тетяна Ярославівна
Тетя́на Яросла́вівна Слю́з (нар. 9 квітня 1965, Львівська область) — український держслужбовець і політик. Член партії Всеукраїнське об'єднання «Батьківщина», входить до Центральної контрольно-ревізійної комісії. Голова Державної казначейської служби України. Заслужений економіст України (2025).

## Освіта
Освіту отримала на економічному факультеті у Львівському державному університеті імені Івана Франка (1982–1987), а згодом закінчила Тернопільську академію народного господарства (2005) (нині Західноукраїнський національний університет).

## Кар'єра
- 1987–1989 — економіст фінансового відділу виконкому Кам'янка-Бузької райради народних депутатів Львівської області.
- 1990–2002 — державний податковий інспектор, головний державний податковий інспектор, заступник начальника, перший заступник начальника Державної податкової інспекції у Кам'янка-Бузькому районі; перший заступник начальника Кам'янка-Бузької міжрайонної податкової інспекції.
- 2002–2004 — заступник начальника управління Державної податкової адміністрації у Львівській області.
- 2004–2005 — заступник голови Державної податкової адміністрації у Тернопільській області.
- 2005–2006 — заступник директора департаменту Міністерства фінансів України.
- 2006 — начальник Головного управління Державного казначейства України у місті Києві.
- 2006–2007 — начальник відділу Міністерства фінансів України.
- 19 грудня 2007 — 11 березня 2010 — голова Державного казначейства України[3][4].

З 12 грудня 2012 — народний депутат України 7-го скликання від партії Всеукраїнське об'єднання «Батьківщина», № 53 в списку. Член Комітету Верховної Ради України з питань бюджету, член Спеціальної контрольної комісії з питань приватизації.
З 17 квітня 2014 року — голова Державної казначейської служби України.
13 травня 2014 року Верховна Рада України достроково припинила повноваження народного депутата України Слюз у зв'язку з особистою заявою про складення нею депутатських повноважень.
Державний службовець 1-го рангу (з 23.08.2014).

## Скандали і звинувачення в корупції
У квітні 2010 року Генпрокуратура порушила проти Тетяни Слюз кримінальну справу за звинуваченням у неповерненні 800 млн грн учасникам конкурсу з приватизації Одеського припортового заводу
Пізніше Тетяна Слюз стала фігурантом кримінальної справи щодо нецільового використання кіотських грошей та в грудні того ж року була оголошена в розшук.
З того часу вона перебувала за кордоном, а 12 грудня 2012 року вона з'явилась у Верховній Раді під час відкриття першої сесії VII скликання, куди її було обрано від партії ВО «Батьківщина»
У 2014 році народний депутат Олександр Пресман звинуватив Тетяну Слюз в отриманні відкатів в розмірі 17 % від суми коштів, що перераховуються Держказначейством.